# SlovBus
SlovBus byla značka slovenských autobusů, vyráběných v letech 1997–2011.

## Dějiny
Po sametové revoluci v roce 1989 a následném zániku systému plánovaného hospodářství se slovenské strojírenské podniky musely vyrovnat s poklesem objednávek, proto začaly hledat nově vyrobené programy. Společnosti Strojstav a VZT-Vzduchotechnika z Nového Mesta nad Váhom založily 1. září 1997 firmu SlovBus, která se zaměřila na výrobu příměstských autobusů. Na podzim 1997 byl na Autosalonu Nitra představen příměstský model SlovBus SB 134. Od něho byl odvozen turistický autobus SB 135 s větším zavazadlovým prostorem a komfortnější úpravou interiéru.
Na podvozku Asia byly vyrobeny čtyři midibusy SB 122. Původně zamýšlená výroba městských nízkopodlažních autobusů s výškou podlahy 360 mm nebyla nikdy zahájena. WUSAM Zvolen se ucházel o státní podporu na vývoj potřebných náprav, které by vyráběl podnik PPS Detva, osud projektu však není známý.
Společnost SlovBus se koncem 90. let dostala do finančních problémů. Výrobu převzal Slovbus N. M. a posléze jí přestěhoval do Detvy do prostoru dílen SAD Zvolen. V roce 2003 byl představen nový model luxusní zájezdového autokaru SlovBus SB 235 Patria na podvozku Volvo B7R. Podle podobného designového konceptu měl být vyráběn i modernizován příměstský typ SB 234, ale vytvořen byl pouze konstrukční projekt.
Většina autobusů značky SlovBus byla dodána slovenským dopravcům, ale malé množství vozidel jezdilo i v Česku. Společnost se pokoušela i o expanzi na východní trhy. Uzavřela kontrakt na dodávku 35 autobusů do Kazachstánu pro dopravní podniky v městech Astana a Šimkent. I v Kazachstánu založila spolu s ZAO JuMZ Šimkent výrobní podnik KazSlovBus, o jeho výrobě je však dostupných jen velmi málo informací.
V kazachstánských městech jezdí několik vozidel značky Kazachstan-Alaman na podvozku KamAZ, které využívají díly SlovBusu. Větší zahraniční úspěch se nedostavil, jedním z důvodů byla i nestabilita výroby v mateřské firmě. Situace byla složitá i na domácím trhu. Malá četnost výroby zdražovala autobusy, proto byl zájem o ně malý. Výroba autobusů SlovBus byla proto ukončena v roce 2011.

## Modely
- SlovBus SB 122
- SlovBus SB 134
- SlovBus SB 135
- SlovBus SB 235 Patria